# 열대원예

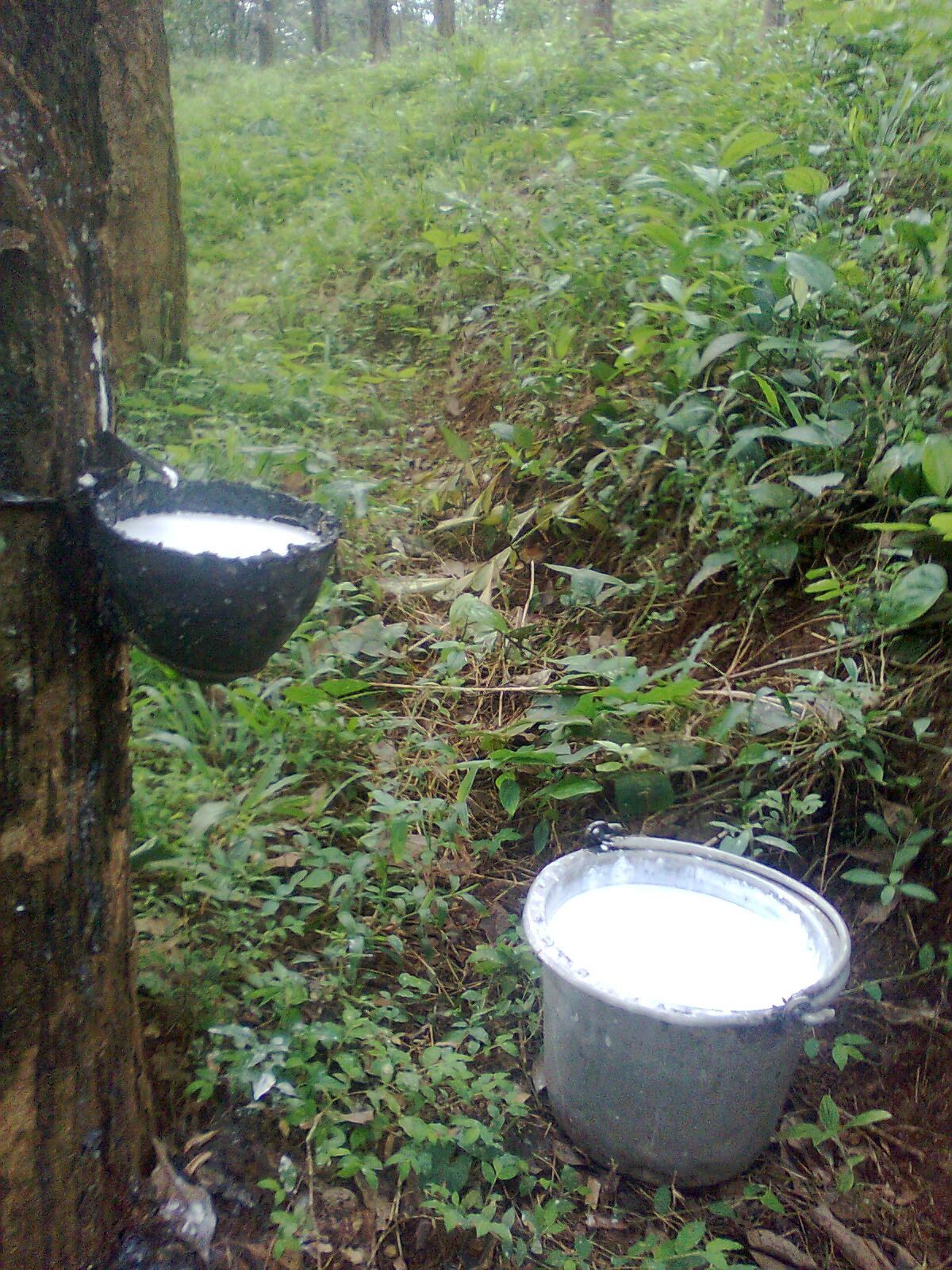
파라고무나무에서 수집 중인 라텍스

열대원예(Tropical Horticulture)는 열대, 즉 세계 적도 지역의 식물을 연구하고 재배하는 원예의 한 분야이다. 이 분야의 영단어 tropical horticulture는 "TropHort"라는 혼성어로 사용한다.

## 개요
열대원예에는 다년생 목본 식물(수목 재배), 관상용 식물(화초 재배), 채소(올레리컬처), 포도(포도 재배)를 포함한 과일(포몰로지) 등의 식물이 포함된다. 이들 작물의 대부분은 열대 지방이 아닌 온대 지방에서 생산된다. 열대 기후 조건에 적응하는 것이 번식의 목적이다. 그러나 많은 중요한 작물은 열대 지방이 원산지이다. 후자는 기름 야자, 오크라를 포함한 야채, 쌀, 사탕수수와 같은 농작물, 특히 파인애플, 바나나, 파파야, 망고를 포함한 과일과 같은 다년생 작물을 포함한다.
열대 지방은 지구 표면의 36%, 육지 표면의 20%를 차지하므로 열대 원예의 잠재력은 엄청나다. 온대 지역과 달리 열대 지방의 환경 조건은 계절적 기온 변동보다는 계절적 강수량에 의해 더 많이 정의된다. 따라서 대부분의 열대 지방의 기후는 뚜렷한 우기와 건기를 특징으로 하지만 적도(위도 ±5°)에 가까운 위치에서는 이러한 변화가 줄어든다. 열대 지방의 기온 조건은 고도에 따라 영향을 받으며, 이에 따라 열대 지방의 따뜻한 기후와 추운 기후가 구별되며,:4-5 결과적으로 열대 지방의 고지대가 저지대보다 온대 식물종의 생산에 더 유리할 수 있다.

## 같이 보기
- 화훼 재배
- 원예
- 포몰로지
- 열대정원
- 열대 우림
- 포도 재배